# 霍赫弗利特

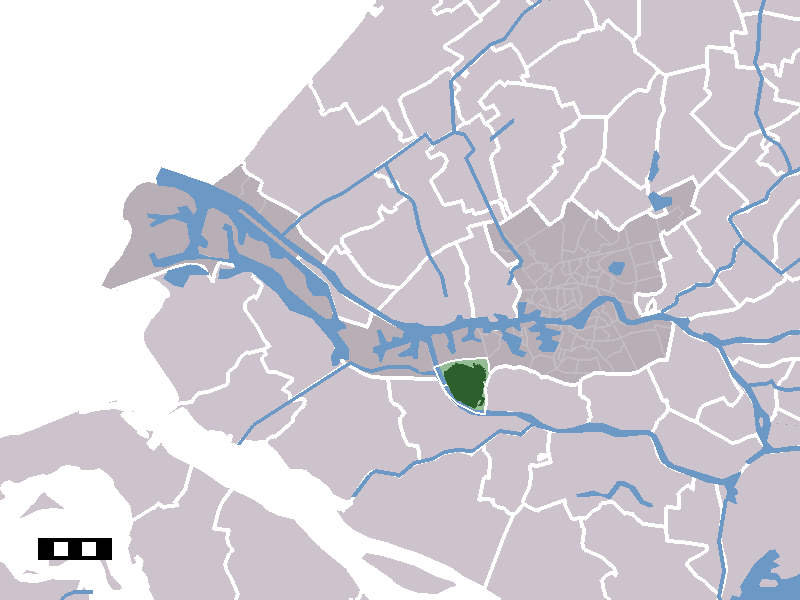
霍赫弗利特（绿色）在鹿特丹（深灰色）的位置

霍赫弗利特（荷蘭語：Hoogvliet，發音：[ˈɦoːxflit]）是荷兰南荷蘭省鹿特丹的分区，面积10.36平方千米，2023年人口35885。
霍赫弗利特曾是一个独立的市镇。1934年，霍赫弗利特并入鹿特丹。